# ساویو سوسا
ساویو سوسا (زادهٔ ۷ مارس ۱۹۷۷ ) بازیکن سابق فوتبال و مربی فعلی است. او مربی فوتسال تیم ایرانی شن سا ساوه بود و در مسابقات سوپرلیگ ایران و جام قهرمانان آسیا قهرمان شد.